# Sreng

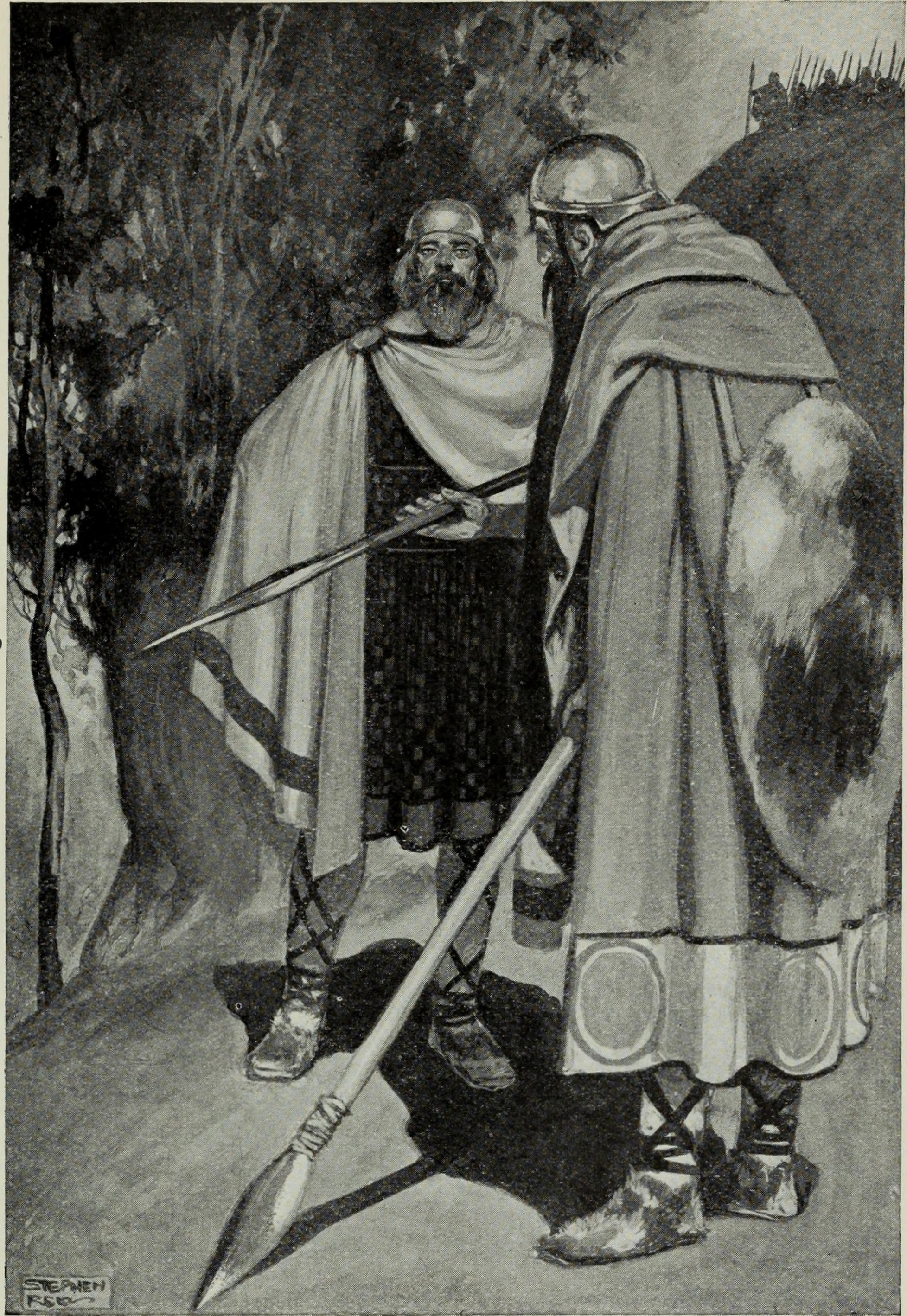
Die Firbolgs sandten nun einen ihrer Krieger namens Sreng aus, um die mysteriösen Neuankömmlinge zu interviewen und das Volk von Dana sandte auf ihrer Seite einen Krieger namens Bres, um sie zu vertreten. Die beiden Botschafter untersuchten mit großem Interesse die Waffen des anderen. - aus Myths and legends; the Celtic race (1910)

Sreng mac Sengainn ist ein Krieger der Firbolg in der keltischen Mythologie Irlands.

## Mythologie
In einer neueren Erzählung um die Landung der Tuatha de Danaan in Irland wurde der Firbolg Sreng ausgesandt, sich gegen die Invasoren zu stellen. Er wird als starker Krieger beschrieben, sodass die Tuatha ihrerseits ihm Bres (nicht zu verwechseln mit Bress, s. u.), ihren stärksten Krieger, entgegenstellten. Beide trafen aufeinander und schlossen trotz aller Feindlichkeiten Freundschaft. Nach der ersten Schlacht von Mag Tuired (vermutlich Cong im County Mayo) bot ihm Nuada als Friedensangebot an, einen Teil Irlands zu wählen und dort mit den Firbolg zu leben. Sreng entschied sich für Connacht.
Sreng war es auch, der in dieser ersten Schlacht Nuada die Hand ab schlug. Damit ermöglichte er Bress, den Thron der Tuatha de Danaan zu besteigen.